# Obzidje Talina
Obzidje Talina je srednjeveško obrambno obzidje, zgrajeno okoli mesta Talin v Estoniji.

## Zgodovina
Prvo obzidje okoli Talina je leta 1265 ukazala zgraditi Margareta Sambiria, zato je bilo znano kot Margaretino obzidje. V podnožju je bilo visoko manj kot 5 metrov in debela približno 1,5 metra. Od takrat se je razširilo in okrepilo. Obzidje in številna vrata so še danes v glavnem ohranjena. To je eden od razlogov, da je staro mestno jedro Talina postalo mesto svetovne dediščine Unesca. Obzidje so povečali v 14. stoletju, prebivalci Talina pa so se morali odpraviti na stražo, kar je pomenilo, da nosijo svoj oklep in dokažejo svojo pripravljenost za soočenje z napadalci.

## Objeti v mestnem obzidju
| Ime                                                        | Slika                                | Opomba | Lega                            | Koordinate                                               |
| ---------------------------------------------------------- | ------------------------------------ | --- | ------------------------------- | -------------------------------------------------------- |
| Stolp vrat Dolge noge (Pika jala väravatorn)               |                                      | | Pikk jalg                       | 59°26′15.87″N 24°44′34.33″E / 59.4377417°N 24.7428694°E  |
| Stolp za Almshouseom (Seegitagune torn)                    |                                      | uničen | Nunne                           |                                                          |
| Stolp za savno (Saunatagune torn)                          |                                      | delno ohranjen | Nunne 9 / Nunne 11A             |                                                          |
| Nunska vrata (Nunnavärav)                                  |                                      | Uničena leta 1868. | Nunne                           |                                                          |
| Nuski stolp (Nunnatorn)                                    |                                      | | Väike-Kloostri 1                | 59°26′21.41″N 24°44′32.55″E / 59.4392806°N 24.7423750°E  |
| Samostanska vrata (Kloostrivärav)                          |                                      | konec 19. stoletja | Suur-Kloostri                   | 59°26′22.01″N 24°44′32.51″E / 59.4394472°N 24.7423639°E  |
| Savna Stolp (Saunatorn)                                    |                                      | | Suur-Kloostri 18                | 59°26′22.63″N 24°44′32.49″E / 59.4396194°N 24.7423583°E  |
| Stolp Zlate noge (Kuldjala torn)                           |                                      | | Gümnaasiumi 3                   | 59°26′24.11″N 24°44′33.25″E / 59.4400306°N 24.7425694°E  |
| Stolp za nunami (Nunnadetagune torn)                       |                                      | | Kooli 1/3                       | 59°26′25.39″N 24°44′34.27″E / 59.4403861°N 24.7428528°E  |
| Stolp Loewenschede (Loewenschede torn)                     |                                      | | Kooli 7                         | 59°26′26.18″N 24°44′35.99″E / 59.4406056°N 24.7433306°E  |
| Stolp Lippe (Lippe torn)                                   |                                      | uničen | Kooli 9                         |                                                          |
| prehod za stolpom Lippe                                    |                                      | Zgrajen 1933 | Laboratooriumi 21               | 59°26′26.5″N 24°44′38.85″E / 59.440694°N 24.7441250°E    |
| Rope Hill Tower (Köismäe torn)                             |                                      | | Laboratooriumi 27               | 59°26′27.4″N 24°44′41.67″E / 59.440944°N 24.7449083°E    |
| Preboj pri ulici Suurtüki                                  |                                      | 19. stoletje | Suurtüki                        | 59°26′28.24″N 24°44′43.48″E / 59.4411778°N 24.7454111°E  |
| Krožni stolp (Plate torn)                                  |                                      | | Laboratooriumi 29               | 59°26′28.63″N 24°44′43.98″E / 59.4412861°N 24.7455500°E  |
| Epping Tower (Eppingi torn)                                |                                      | | Laboratooriumi 31               | 59°26′29.82″N 24°44′46.2″E / 59.4416167°N 24.746167°E    |
| Stolp za Grusbeke (Grusbeke-tagune torn)                   |                                      | | Laboratooriumi 33               | 59°26′31.22″N 24°44′48.62″E / 59.4420056°N 24.7468389°E  |
| Najemni stolp (Renteni torn)                               |                                      | spodnji del ohranjen v poznejši zgradbi                                                                                                  | Lai 49                          |                                                          |
| Stolp za Wulfard (Wulfardi-tagune torn)                    |                                      | lower part extant | Tolli 4                         | 59°26′32.3″N 24°44′53.97″E / 59.442306°N 24.7483250°E}   |
| Velika obalna vrata (Suur Rannavärav)                      |                                      | | Pikk 70                         | 59°26′33.23″N 24°44′57.44″E / 59.4425639°N 24.7492889°E  |
| Debela Margaretaa (Paks Margareeta)                        |                                      | | Pikk 70                         | 59°26′33.3″N 24°44′58.72″E / 59.442583°N 24.7496444°E    |
| Ponosni stolp (Stoltingi torn)                             |                                      | | Pikk 68                         | 59°26′31.78″N 24°44′58.62″E / 59.4421611°N 24.7496167°E} |
| Stolp za Hattorpe (Hattorpe-tagune torn)                   |                                      | | Pikk 62                         | 59°26′29.5″N 24°44′57.6″E / 59.441528°N 24.749333°E      |
| stolp v bližini nekdanje ruske cerkve                      |                                      | uničen | Sulevimägi                      |                                                          |
| Majna obalna vrata (Väike Rannavärav)                      |                                      | uničena |                                 |                                                          |
| Stolp Bremen (Bremeni torn)                                |                                      | | Vene 28                         | 59°26′21.86″N 24°44′57″E / 59.4394056°N 24.74917°E       |
| Prehod Bremen (Bremeni käik)                               |                                      | 19. stoletje | Bremeni käik                    | 59°26′21.54″N 24°44′57.15″E / 59.4393167°N 24.7492083°E  |
| Stolp za menihi (Munkadetagune torn)                       |                                      | | Müürivahe 58                    | 59°26′18.46″N 24°44′58.89″E / 59.4384611°N 24.7496917°E  |
| Stolp Helleman (Hellemani torn)                            |                                      | | Müürivahe 48 / Uus 1            | 59°26′15.15″N 24°44′59.82″E / 59.4375417°N 24.7499500°E  |
| Viru vrata (Viru värav)                                    |                                      | | Viru                            | 59°26′11.87″N 24°45′1.31″E / 59.4366306°N 24.7503639°E   |
| Stolp Hinke (Hinke torn)                                   |                                      | | Pärnu mnt 2 / Müürivahe 32      | 59°26′9.55″N 24°44′57.98″E / 59.4359861°N 24.7494389°E   |
| Stolp hudičeve matere (Düvelsmoderi torn / Kuradiema torn) |                                      | uničen 1882 | Väike-Karja/Müürivahe           |                                                          |
| Stolp Lurenburg artilerije (Lurenburgi suurtükitorn)       |                                      | zgrajen 1538–1554, uničen 1767 v času širitve sistema bastijonov.                                                                        | Pärnu mnt 7                     |                                                          |
| Goveja vrata (Karjavärav)                                  |                                      | Zgrajena 1456, uničena 1849 zaradi razširitve ulice. Uporabljali so jih za prevoz živine med mestom in pašniki..                         |                                 |                                                          |
| Stolp Assauwe Tower (Assauwe torn)                         |                                      | | Müürivahe 12                    | 59°26′5.61″N 24°44′43.33″E / 59.4348917°N 24.7453694°E   |
| Vrata Harju (Harju värav)                                  | Glavna vrata po rušenju čelnih vrat. | Omenjena leta 1361, 1448–1453 so bila zgrajena druga prednja vrata. Leta 1862 so bila prednja vrata porušena, leta 1875 pa glavna vrata. | Harju                           | 59°26′4.74″N 24°44′37.53″E / 59.4346500°N 24.7437583°E   |
| Kozji stolp (Kitsetorn)                                    |                                      | | Rüütli                          |                                                          |
| Kiek in de Kök                                             |                                      | | Komandandi tee 2                | 59°26′5.14″N 24°44′29″E / 59.4347611°N 24.74139°E        |
| Deviški stolp (Neitsitorn)                                 |                                      | | Lossi plats 11 / Lühike jalg 9A | 59°26′6.8″N 24°44′27.51″E / 59.435222°N 24.7409750°E     |
| Hlevji stolp (Tallitorn)                                   |                                      | | Lossi plats 11 / Lühike jalg 9A | 59°26′8.43″N 24°44′26.91″E / 59.4356750°N 24.7408083°E   |
| preboj iz Toompee v Danski kraljev vrt                     |                                      | | Lühike jalg                     | 59°26′8.9″N 24°44′27.14″E / 59.435806°N 24.7408722°E     |
| Stolp vrat Kratne noge (Lühikese jala väravatorn)          |                                      | | Lühike jalg 9                   | 59°26′10.01″N 24°44′28.15″E / 59.4361139°N 24.7411528°E  |
| Vrata s kupolo (Toomvärav)                                 |                                      | uničena leta 1860. |                                 |                                                          |